# Едночипова система
Едночѝпова систѐма (еднокристална система, на английски: system on a chip, SoC, произнася се „ес-оу-си“) – интегрална схема включваща в себе си всичките основни компоненти на един компютър – процесор, оперативна памет, контролери за различни външни интерфейси и др. Често включва и допълнителни схеми в зависимост от предназначението си, например – графичен процесор, радиочестотни функции, АЦП и ЦАП преобразуватели и т.н. – всичко вградено в един чип. Използва се предимно при вградените системи.
За разлика от микроконтролера, едночиповата система е по-универсална и изпълнява повече функции, често е снабдена с по-мощен процесор, който ѝ позволява да изпълнява приложения и операционни системи с общо предназначение (настолен Linux, Windows, iOS, Android и др.). За постигане на определена и пълна функционалност, едночиповите системи обикновено се допълват с външни периферни схеми и устройства – външна памет (най-често флаш-памет), радиокомуникационен процесор, микрофон, дисплей и много други.